# 格雷尼興

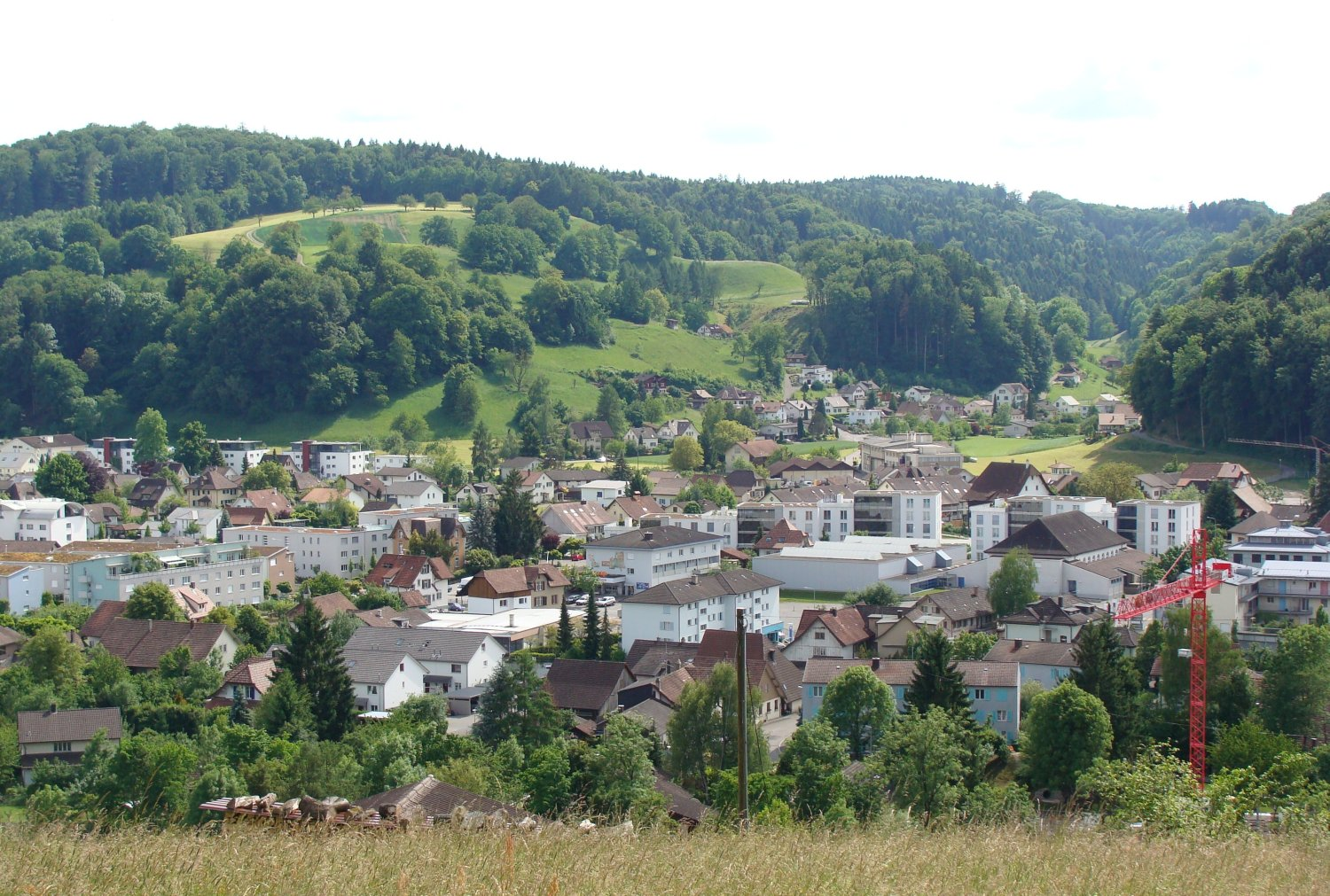

格雷尼興是瑞士的城鎮，位於該國北部，由阿爾高州負責管轄，面積17.24平方公里，海拔高度410米，2012年人口6,972，六成人口信奉基督教，人口密度每平方公里404人。

## 外部連結
- Official webpage of Gränichen （页面存档备份，存于）
- Castle of Liebegg （页面存档备份，存于）
- Agricultural School （页面存档备份，存于）
- AAR Bus und Bahn (public transport)